# 3. september
3. september er dag 246 i året i den gregorianske kalender (dag 247 i skudår). Der er 119 dage tilbage af året.
Seraphias dag, opkaldt efter en ung kvindelig slave fra Antiokia i Syrien, som fik sin herskerinde, Sankt Sabina fra Umbrien, til at konvertere til kristendommen. Senere måtte Seraphia udstå mange forfølgelser, inden hun blev dømt som heks og halshugget omkring år 120, fordi to soldater var blevet syge efter at have voldtaget hende.

### Begivenheder
Født - Dødsfald
- 301  - San Marino grundlægges. Staten er en af verdens mindste og verdens ældste republik, der stadig eksisterer.
- 1189 - Richard Løvehjerte krones som konge af England i Westminster Abbey.
- 1906 - Danmark sætter varmerekord i september med 32,3 °C målt i Randers
- 1939 - Storbritannien, Frankrig, Australien og New Zealand erklærer krig mod Tyskland efter at den tyske regering har undladt af besvare ultimatum i anledning af angrebet på Polen; Winston Churchill udnævnes til marineminister.
- 1962 - Statsminister Viggo Kampmann afløses som statsminister af den hidtidige udenrigsminister Jens Otto Krag.
- 1967 - Sverige indfører højrekørsel.
- 1976 - Den amerikanske rumsonde Viking 2 lander blødt på Mars' overflade og sender billeder herfra tilbage til Jorden.
- 1982 - Anker Jørgensen går af uden at udskrive nyvalg.
- 2004 - Myndighederne stormer den besatte skole i Beslan i den russiske republik Nordossetien i en aktion, der ender i et blodbad med mere end 350 dræbte som resultat.
- 2006 - Rolling Stones gæster Horsens. 85.000 mennensker overværer koncerten.

### Født
- 1847 - James Hannington,  engelsk missionsbiskop i Afrika. (død 1885).
- 1872 - Holger Reenberg, dansk skuespiller (død 1942).
- 1875 - Ferdinand Porsche, østrigsk-tysk bilkonstruktør og manden bag Folkevognen (død 1951).
- 1900 - Urho Kekkonen, Finlands præsident 1956-1982 (død 1986).
- 1910 - Kitty Carlisle Hart, amerikansk skuespillerinde (død 2007).
- 1918 - Helen Wagner, amerikansk skuespillerinde (død 2010).
- 1923 - Mort Walker, amerikansk tegneserietegner (Basserne) (død 2018).
- 1931 - Ingmar Lindmarker, svensk journalist og forfatter (død 2015).
- 1939 - Ebbe Mogensen, dansk advokat.
- 1939 - Vivi Bak, dansk sangerinde og skuespillerinde (død 2013).
- 1940 - Pauline Collins, engelsk skuespillerinde.
- 1947 - Kjell Magne Bondevik, norsk teolog og politiker. Statsminister 1997-2000 og 2001-2005.
- 1949 - Patriark Petrus VII af Alexandria, den ortodokse kirkes overhoved i Alexandria 1997-2004 (død 2004).
- 1953 - Jean-Pierre Jeunet, fransk filminstruktør.
- 1965 - Charlie Sheen, amerikansk filmskuespiller.
- 1969 - Søren Solkær, dansk fotograf.
- 1973 - Rasmus Dissing, dansk sanger og musiker
- 1978 - Carmen Lungu, rumænsk håndboldspiller.
- 1986 - Shaun White, amerikansk snowboarder.
- 1990 - Stine Jørgensen, dansk håndboldspiller.

### Dødsfald
- 1658 - Oliver Cromwell engelsk statschef og feltherre (født 1599).
- 1872 - Immanuel Nobel (den yngre), svensk ingeniør, arkitekt, opfinder og industrimand (født 1801).
- 1883 - Ivan Turgenjev, russisk forfatter (født 1818).
- 1948 - Edvard Beneš, tjekkoslovakisk politiker, præsident 1935-1938 og 1945-1948 (født 1884).
- 1956 - Mogens Davidsen, dansk skuespiller (født 1915).
- 1980 - Dirch Passer, dansk skuespiller (født 1926).
- 1991 - Frank Capra, italiensk-amerikansk filminstruktør (født 1897).
- 1994 - Billy Wright, engelsk fodboldspiller (og -træner) og første englænder med mere end 100 landskampe (født 1924).
- 2006 - Kurt Jensen, drabschef og politikommissær (født 1940).
- 2012 - Sun Myung Moon, sydkoreansk grundlægger (født 1920).
- 2012 - Michael Clarke Duncan, amerikansk skuespiller (født 1957).
- 2014 - Torben Thune, dansk journalist og tv-vært (født 1949).

|  | Denne datoartikel kan blive bedre, hvis der indsættes et (bedre) billede Du kan hjælpe ved at afsøge Wikimedia Commons for et passende billede eller uploade et godt billede til Wikimedia Commons iht. de tilladte licenser og indsætte det i artiklen. |